# Codonanthe erubescens
Codonanthe erubescens är en tvåhjärtbladig växtart som beskrevs av Wiehler. Codonanthe erubescens ingår i släktet Codonanthe och familjen Gesneriaceae. Inga underarter finns listade i Catalogue of Life.